# Filme de aventura

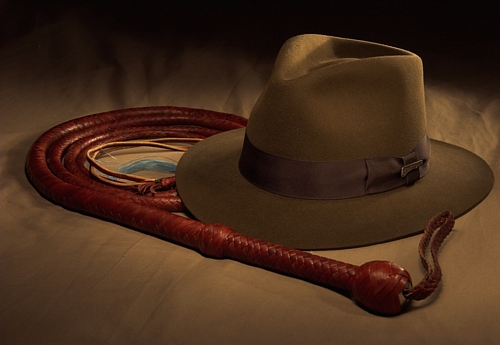
Fedora e chicote do Indiana Jones.

O filme de aventura é um gênero cinematográfico que pode ser caracterizado como uma história onde um herói enfrenta uma série de obstáculos, exibindo coragem ao enfrentar situações que fogem ao cotidiano.
Para Tim Dirks, filmes de aventura são aqueles com histórias excitantes que trazem novas experiências ou lugares exóticos, guardando nisso bastante semelhança com os filmes de ação dos quais difere porque nestes há ênfase em cenas de violência e lutas, ao passo que naqueles o enredo permite que o espectador experimente viagens, conquistas, explorações e outras situações que desafiam os personagens principais, que podem ser ou não figuras históricas reais. Segundo ele estas características fazem com que muitos filmes de outros gêneros (tais como ficção científica, fantasia e guerra) compartilhem elementos com "aventura" que, num contexto mais amplo, podem conter filmes de lutas, de corridas ou adaptações literárias.

## Histórico

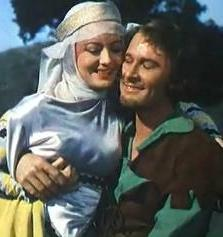
Olivia de Havilland e Errol Flynn em The Adventures of Robin Hood, 1938.

A divisão dos filmes por gêneros decorre da realização de obras de ficção no cinema, no período de 1908 a 1915 com as tentativas de se criar uma narrativa consistente, e remonta ao final da década de 1920 em Hollywood com o surgimento do cinema sonoro e a especialização dos estúdios na produção de determinados tipos de filmes, numa divisão que seguia um traço da cultura estadunidense que já atribuía a divisão setorial a outras produções artísticas, tais como a música e a literatura; além dos estúdios, os gêneros marcavam também as carreiras de diretores e atores.
Segundo os autores Marina Alvarenga Botelho e Nilson Assunção Alvarenga, a classificação dos filmes surge "em contexto capitalista, fordista, na produção industrial cinematográfica. As produtoras do cinema hollywoodiano abraçavam a ideia de produzir filmes de gêneros”; ao longo do tempo essa classificação passou a servir também a empresas de comercialização de filmes, como as videolocadoras, que dividiam seu acervo em categorias segundo o gênero.

## Conceituação
Segundo a Biblioteca do Congresso, o gênero aventura é o "trabalho ficcional ambientado num período histórico, da idade média até ao longo do século XIX, tipicamente dramatizando as realizações de figuras históricas da época ou incidentes, incluindo reis e batalhas, rebelião, pirataria e o Domínio Espanhol, viagens, exploração, e a criação de impérios. Questões ideológicas são mitificadas e os conflitos são personalizados sobre a precisão da reconstituição histórica. A "Aventura" geralmente envolve um herói corajoso, altruísta e patriótico, disposto a lutar por suas crenças, que se envolve na luta pela liberdade, superando a opressão e ajudando a criar uma sociedade mais justa.

## Exemplificação

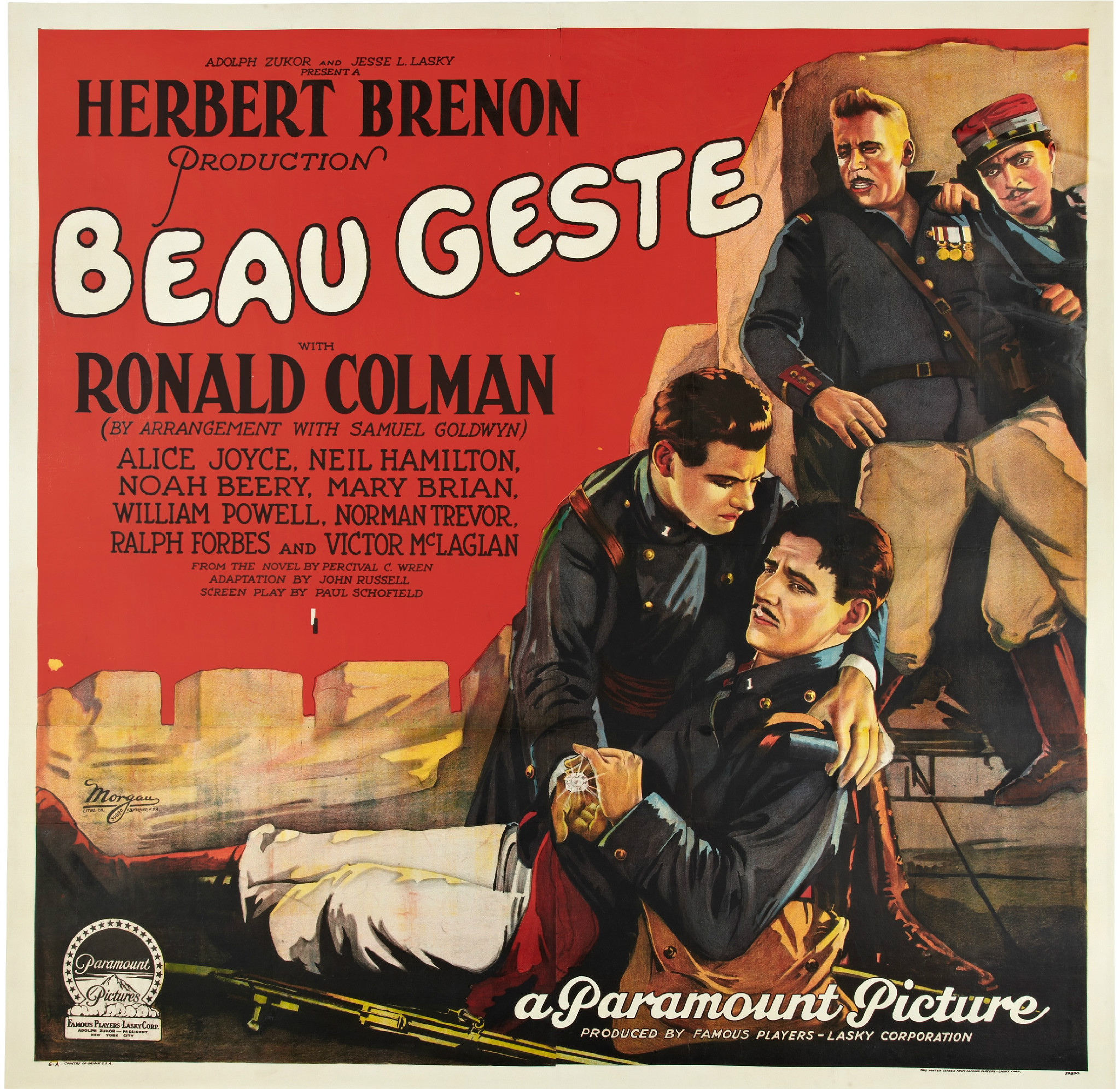
Beau Geste, de 1926, exemplo de filme de aventura para a Biblioteca do Congresso.

Ainda segundo a Biblioteca do Congresso dos Estados Unidos, são exemplos do gênero os seguintes filmes cinematográficos:
- The Adventures of Robin Hood (1938)
- Aguirre, der Zorn Gottes (1972)
- A Volta ao Mundo em 80 Dias (1956) (e suas adaptações como Around the World in 80 Days (2004), também pertencente ao gênero "comédia".)
- Beau Geste (e suas adaptações)
- Captain Blood (1924) (e sua adaptação O Capitão Blood)
- Captain from Castile de 1947 (com sua adaptação)
- Captain Horatio Hornblower de 1951.
- Elephant Boy (1937) (com adaptação)
- Gunga Din (1939) (com adaptação)
- King of the Khyber Rifles (com adaptação)
- Lancelot du Lac (1974)
- Lord Jim (com adaptação)
- Mutiny of the Bounty (1916) (e suas adaptações de 1935 e 1962)
- Omar Khayyam
- The Prisoner of Zenda de 1937 (e suas adaptações)
- The Sea Wolf (e suas adaptações)
- The Three Musketeers (1933) (e suas adaptações)
- Treasure Island (1920) (e suas adaptações)
- White Shadows in the South Seas (1928) (com adaptação)

### Produções televisivas

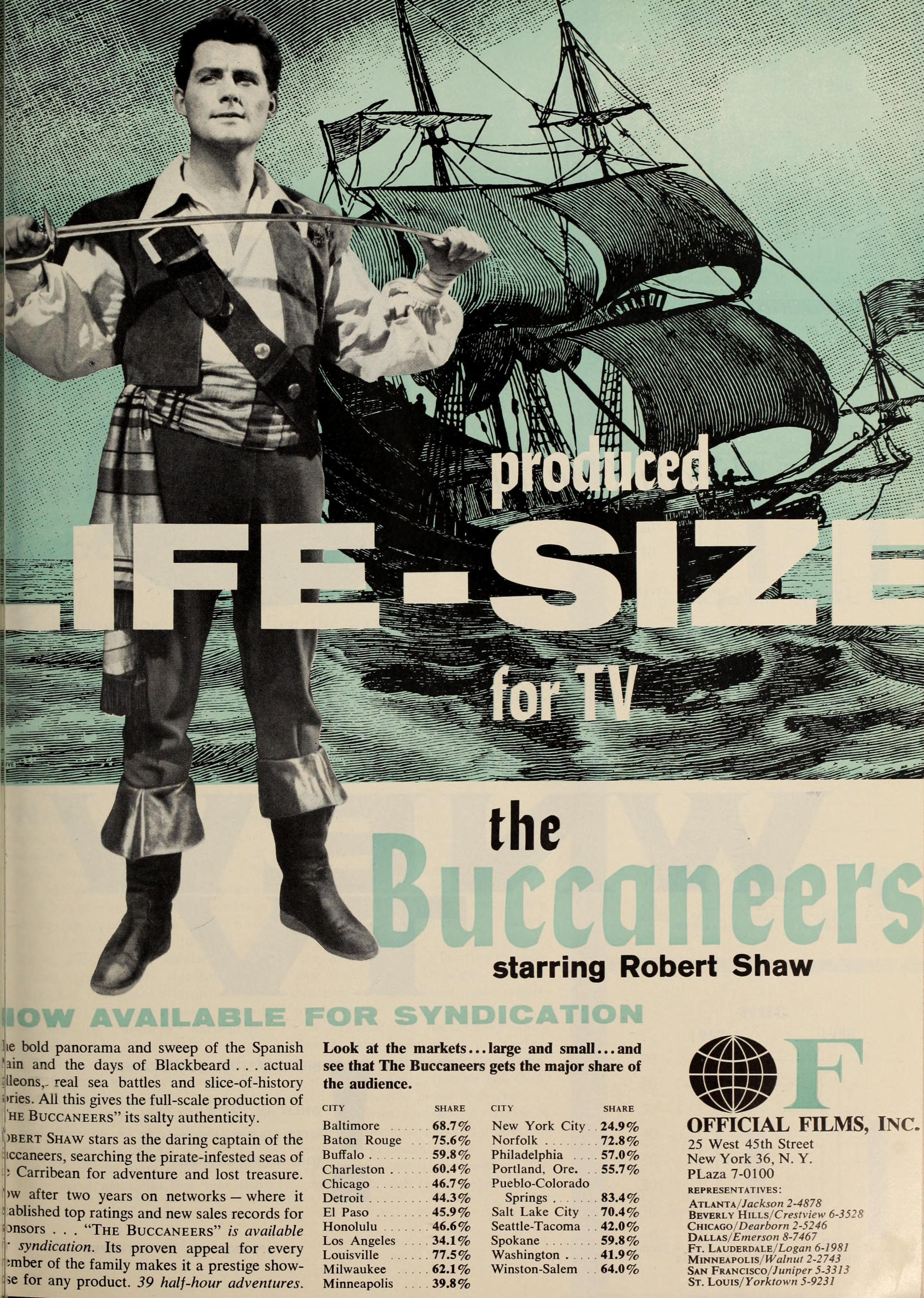
Propaganda da série de TV The Buccaneers.

A Biblioteca do Congresso também relaciona os seguintes filmes e seriados para televisão:
- The Buccaneers (1956-57)
- The Last Place on Earth (com adaptação)
- Robin Hood (1955-58)
- Search for the Nile
- 77th Bengal Lancers.
- Sharpe's Rifle (com adaptação)
- The Swamp Fox
- Zorro

## Diretores e atores
Tim Dirks relaciona diretores que se especializaram neste gênero, incluindo: Cecil B. DeMille, Henry Hathaway, Michael Curtiz, Howard Hawks, John Huston, David Lean, Zoltan Korda e Raoul Walsh.
Os atores que estrelam os filmes de aventura via de regra são masculinos, uma vez que as mulheres que deles participam ocupam papel secundário, ou apenas fazem par romântico com os protagonistas; dentre os atores que se especializaram no gênero tem-se, ainda segundo Dirks: Douglas Fairbanks (e seu filho Douglas Fairbanks Jr.), Errol Flynn, Clark Gable, Johnny Weismuller, Tyrone Power, Gary Cooper, Stewart Granger, Burt Lancaster, Kirk Douglas, Charlton Heston, Alan Ladd, Cornel Wilde, Sean Connery, John Wayne e Harrison Ford.